# Nelson Alom
Nelson Alom (sinh ngày 27 tháng 10 năm 1990) là một cầu thủ bóng đá người Indonesia hiện tại thi đấu ở vị trí tiền vệ cho câu lạc bộ tại Liga 1 Persebaya Surabaya.

## Danh hiệu

### Danh hiệu quốc gia
U-23 Indonesia
- Đại hội Thể thao Đông Nam Á Silver Medal (1): 2013
- Huy chương Bạc Islamic Solidarity Games (1): 2013